# Ken Kramer

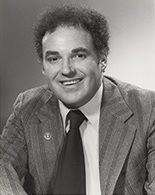
Ken Kramer

Kenneth Bentley „Ken“ Kramer (* 19. Februar 1942 in Chicago, Illinois) ist ein US-amerikanischer Politiker. Zwischen 1979 und 1987 vertrat er den fünften Wahlbezirk des Bundesstaates Colorado im US-Repräsentantenhaus.

## Werdegang
Ken Kramer besuchte bis 1959 die Miles Township High School in Skokie. Danach studierte er bis 1963 an der University of Illinois, ehe er im Jahr 1966 nach einem Jurastudium an der Harvard University seine Ausbildung abschloss. Anschließend begann er als Rechtsanwalt zu arbeiten. Zwischen 1967 und 1970 war Kramer Soldat der US-Armee. Zwischen 1970 und 1972 amtierte er als stellvertretender Bezirksstaatsanwalt im vierten Gerichtsbezirk von Colorado. Kramer ist Mitglied der Republikanischen Partei und war von 1973 bis 1978 Abgeordneter im Repräsentantenhaus von Colorado. Zwischen 1974 und 1986 war er außerdem Delegierter auf den regionalen Parteitagen der Republikaner in Colorado.
1978 wurde Kramer in das US-Repräsentantenhaus in Washington, D.C. gewählt, wo er am 3. Januar 1979 die Nachfolge von William L. Armstrong antrat. Nach drei Wiederwahlen konnte er bis zum 3. Januar 3. Januar 1987 insgesamt vier Legislaturperioden im Kongress absolvieren. Im Jahr 1986 verzichtete er auf eine weitere Kandidatur. Stattdessen bewarb er sich erfolglos um den Einzug in den US-Senat. Zwischen 1988 und 1989 arbeitete Kramer für die Haushaltsabteilung des Heeresministeriums. 1989 wurde er beisitzender Richter am Bundesberufungsgericht für Veteranenangelegenheiten und zwischen 2000 und 2004 war er vorsitzender Richter an diesem Gericht. Kenneth Kramer lebt heute in Arlington.